# Tweeter

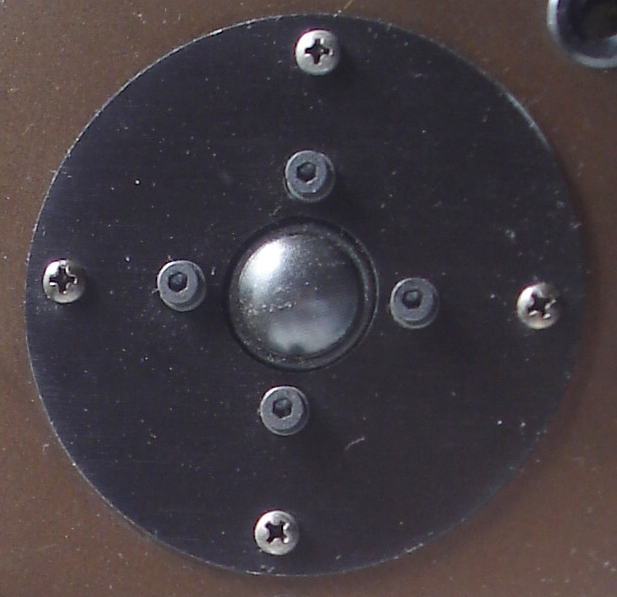
Een tweeter

Een tweeter is een luidspreker die vooral is ontworpen om hoge tonen weer te geven, en vormt daarmee onderdeel van een luidspreker van bijvoorbeeld een hifi-installatie. De meest moderne (2003) luidsprekerkasten voor hifi-systemen bevatten twee of drie luidsprekers, waarvan de kleinste een tweeter wordt genoemd. Een tweeter heeft over het algemeen een frequentiebereik van 2000 tot 20.000 hertz. Sommige tweeters gaan nog hoger, al is dit boven de gehoorgrens van het menselijk gehoor.

## Een tweeter heeft een laag bewegend gewicht
Meestal wordt als tweeter een elektrodynamische luidspreker gebruikt, omdat het gewicht van het bewegende deel (de spoel) bij een elektrodynamische luidspreker lager is dan het gewicht van de bewegende magneet bij een magnetodynamische luidspreker. Een laag gewicht is van belang omdat bij de hoge frequenties de snelheden van de trillende conus ook vrij hoog zijn. Een lichtere luidspreker is met minder elektrisch vermogen in beweging te zetten dan een zwaardere luidspreker.

## Een tweeter heeft een kleine omvang
Een tweeter heeft een kleine diameter ten opzichte van een gewone of een basluidspreker (woofer), namelijk rond de 3 cm. De reden hiervan is dat een kleine luidspreker hogere resonantiefrequenties heeft, waardoor deze juist in het hoogfrequente gebied, correct geluid kan afstralen.
Elke luidsprekerconus vertoont resonanties vanaf één bepaalde grondfrequentie. Onder de laagste resonantiefrequentie zal de conus van de luidspreker als één geheel, als een piston, heen en weer bewegen. Daarnaast vormt de massa van de luidsprekerconus met de veerkrachtige montage in de tweeter ook een trilsysteem met een resonantiefrequentie: de luidsprekerresonantie. Het is tussen deze resonantie en de membraanresonanties dat het geluidssignaal met een gewenste uitstralingsvorm afgestraald wordt naar de omringende lucht. Wanneer de conus in resonantie komt, treden er andere bewegingen op (andere patronen van trillingen), waardoor de luidspreker een onvoorspelbaar gedrag krijgt, bepaalde frequenties worden te veel of te weinig geaccentueerd. Onder de luidsprekerresonantie wordt de amplitude steeds zachter zodat andere luidsprekers nodig zijn om dit frequentiegebied correct hoorbaar te maken.

## Verschillende soorten
De elektrodynamische tweeter, heeft een magneet die een conus aandrijft met behulp van een spreekspoel. De meest gebruikte conus vormen zijn de bolvormige conus (dome) of de kegelvormige konus, de traditionele luidspreker vorm. Dit is de meest toegepaste tweeter constructie omdat hij vrij eenvoudig is te produceren en een relatief hoog rendement heeft. Daarnaast beschikt de elektrodynamische tweeter over goede klankeigenschappen in de vorm van een groot frequentiebereik en een goed afstraalgedrag. Veel gebruikte conusmaterialen zijn: geweven geïmpregneerd textiel (softdome), kunststof, aluminium, titanium en magnesium.
Daarnaast worden er soms zeer exotische conus materialen toegepast zoals beryllium (giftig) en diamant. In wezen gaat het om een vrij eenvoudige constructie waarbij een spreekspoel in een magneetveld een conus aandrijft.
De elektrostatische tweeter, die vrij weinig voorkomt, maakt gebruik van een hoogspanningsbron die een relatief groot membraan in beweging brengt, meestal in de vorm van opgespannen draden waar tussen een gemetalliseerde folie beweegt. Het kunststof membraan is erg licht en heeft dan ook een zeer goed oplossend vermogen. Het geluid van een elektrostaat is zeer doortekend door het hoge oplossend vermogen. Nadelen zijn o.a. de verticale spreidingshoek omdat het membraan vaak langwerpig is en het lage rendement. Elektrostatische luidsprekers zijn gevoelig voor een hoge luchtvochtigheid in verband met de toepassing van hoogspanning waardoor overslag kan plaatsvinden.
De magnetodynamische tweeter, die evenals de elektrostatische tweeter een vlak kunststof membraan gebruikt, maar dan met geëtste vlakke sporen aluminium als "spreekspoel". Dit membraan wordt door sterke staafmagneten aangedreven. Deze tweeter beschikt ook over een zeer licht membraan en heeft vergelijkbare klankeigenschappen als de elektrostatische tweeter maar met een beter rendement.
De ionentweeter, die slechts zelden wordt toegepast door zijn beperkte rendement en de productie van ozon gas. Deze tweeter maakt gebruik van een hoogspanning die gas ioniseert en de lucht in trilling brengt. Het grote voordeel is dat er geen mechanische delen worden aangedreven en de geluidsgolf direct gevormd wordt zonder tussenkomst van een membraan. De praktische toepasbaarheid is echter beperkt in verband met het lage rendement, kosten en ozon productie.
De piezotweeter maakt gebruik van een kristal dat onder invloed van een wisselspanning een membraan aandrijft. Hij is relatief goedkoop te maken maar biedt een nogal scherp geluid en wordt zelden in hifi-toepassingen gebruikt.
Naast deze hoofdgroepen bestaan er allerlei varianten b.v. in de vorm van gevouwen membranen die als een harmonica op en neer worden bewogen door magneten zoals de AMT-tweeter van Dr Oscar Heil. Dit is in wezen ook een elektrodynamische luidspreker waarbij een spoel een membraan aandrijft.

## Richtingskarakteristiek
Men kan zich nu afvragen waarom andere luidsprekers wel groot moeten worden uitgevoerd, als een kleine omvang zoveel voordelen biedt. De reden hiervan is de richtingskarakteristiek van een afstralend oppervlak. In het ideale geval dient een luidspreker een bolvormige afstraling te hebben. In dat geval is het geluid naar alle richtingen even sterk.
De gewenste bolvormige afstraling is echter slechts mogelijk tot een bepaalde frequentie, die afhangt van de grootte van de luidspreker. Geluidstonen met een hogere frequentie worden gebundeld afgestraald wanneer de golflengte van de afgestraalde toon gelijk is aan of kleiner dan de diameter van de luidspreker. Het meeste geluid wordt dan afgestraald loodrecht op de luidspreker. Onder een grotere hoek is dan weinig geluid hoorbaar.
Een andere reden is dat een kleine piston niet in staat is voldoende geluidsvermogen af te stralen bij de lagere frequenties. Hoe groter de luidsprekerconus, des te minder sterk hoeven de trillingen te zijn om de lagere tonen te produceren.

## Resonantie van de conus ophanging
De ophanging van de conus ten opzichte van de luidsprekerkast is bij elke luidspreker relatief slap (anders kan de conus niet bewegen). Deze ophanging vertoont ook resonantiefrequenties. Bij een tweeter ligt deze resonantie meestal rond de 1000 hertz. Voor een vervormingsvrije weergave van hoge tonen kan een luidspreker doorgaans minimaal één octaaf boven de eigen resonantie de tweeter ingezet worden, dat wil zeggen vanaf 2000 Hz.